# Vline Buggy
Vline, nom de plume d'Évelyne Yvonne Konyn, née le 28 septembre 1926 dans le  17e arrondissement de Paris et morte le 14 avril 1962 , et Buggy, nom de plume de Liliane Konyn, née le 2 mai 1929 dans le 16e arrondissement de Paris, sont des parolières françaises. 
Après la mort prématurée de Vline, sa sœur Buggy continue sa carrière en solo sous le pseudonyme de Vline Buggy.

## Biographie

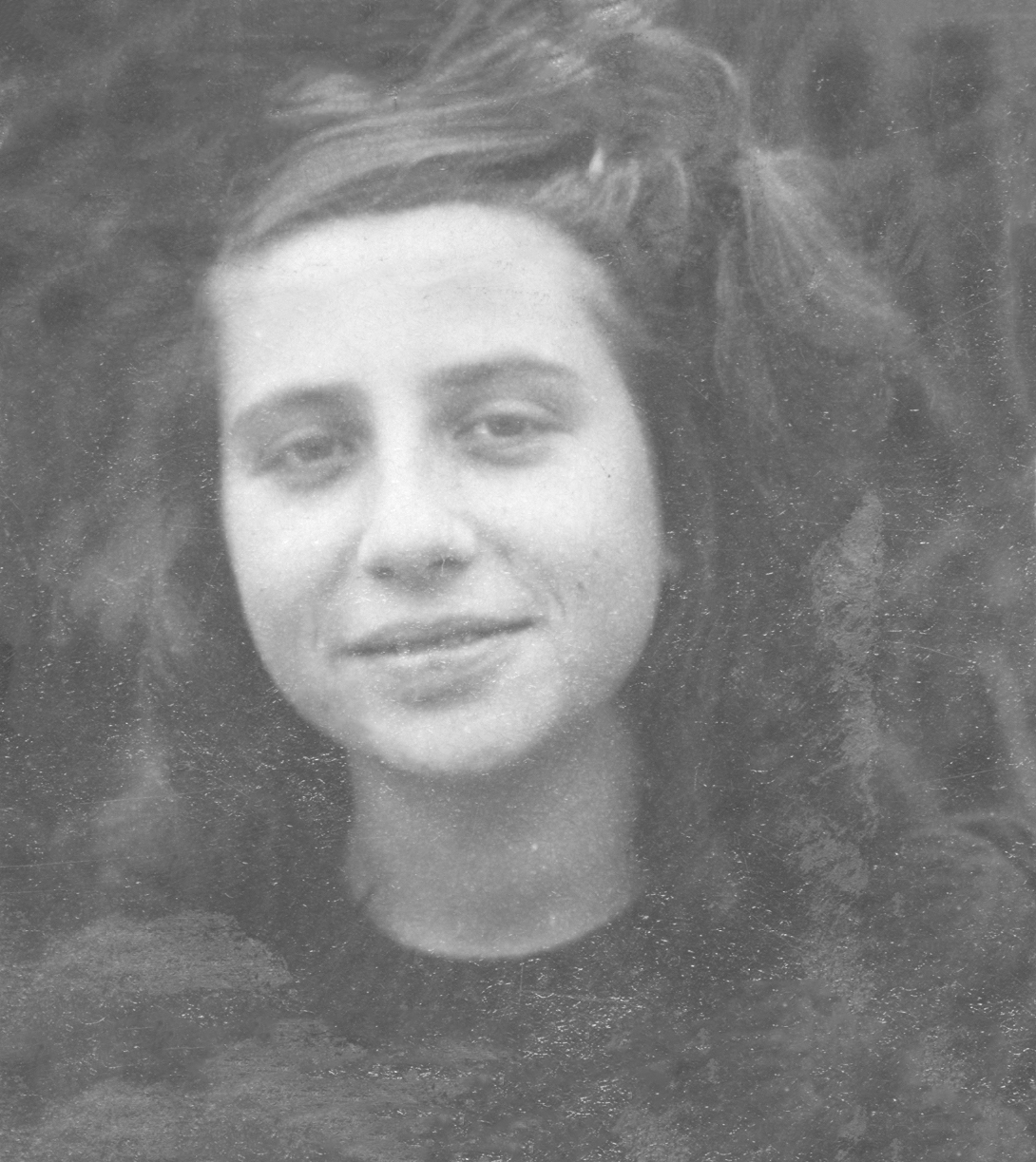
Buggy en 1946, lors de son inscription à la Sacem.

Leur père est le parolier Géo Koger (Georges Konyn), qui travaille avec Vincent Scotto.
Sous les pseudonymes de « Vline » et de « Buggy », les deux sœurs Évelyne et Liliane se lancent dès 1946, dans l'écriture de chansons. Elles choisissent leurs pseudonymes au hasard parmi plusieurs possibilités déposées dans un chapeau.
Ensemble, elles écrivent pour :
- Georges Ulmer :
  - Nicole, 1947
  - L'Amour et l'argent (en duo avec sa femme Betty)
- Anny Gould :
  - Je crois rêver, 1955
- Yves Montand : 
  - Le Puits
- Luis Mariano :
  - Encore (également chantée par Lucienne Delyle)
- Les Chats sauvages
  - C'est pas sérieux (1961). Theme for a dream
  - Sous le ciel écossais (1962). When the girl in your arms
  - Laisse-moi rire (1962). Lessons in Love
  - Au moins huit jours (1963). Please don't tease
- Quatre adaptations de chansons de Cliff Richard

Évelyne, l'aînée, tombe malade et meurt en avril 1962. Liliane continue alors sous les deux pseudonymes réunis : Vline-Buggy. Parallèlement, elle entre aux éditions Tropicales. Le directeur, Rudy Revil, lui demande alors d’adapter une chanson américaine, Made to Love des Everly Brothers, composée par Phil Everly. Après qu'elle a changé « Rien, Rien, Rien » de sa première version en « Belles ! Belles ! Belles ! », la chanson est enregistrée par Claude François et deviendra le premier succès d’une longue série.
En 1971, Vline-Buggy met un studio d'enregistrement à la disposition d'Alain Le Govic (devenu Alain Chamfort) et de Michel Pelay. C'est là qu'ils écrivent, à partir de 1971, des chansons pour Sylvie Vartan, Sheila, Nicoletta, Hervé Vilard, Petula Clark, jusqu'au jour où Paul Anka, qui rêve d'un autre My Way, leur prend un titre qu'il adapte en anglais et qui devient aux États-Unis Do I Love You (Yes in Every Way), avec lequel il obtient un certain succès (quatorzième place au classement "Easy Listening"). La chanson est ensuite enregistrée en français par Claude François sous le titre Plus rien qu'une adresse en commun sur des paroles d'Yves Dessca.
En 1973, sa chanson Tu te reconnaîtras, interprétée par Anne-Marie David et composée par Claude Morgan, remporte le grand prix du Concours Eurovision de la chanson pour le Luxembourg.
Vline-Buggy a contribué à la popularité de Linda de Suza, Nathalie Lermitte, Herbert Léonard et Franck Olivier.
Après plus de quarante ans de carrière, Vline-Buggy décide de prendre sa retraite.

## Décoration
- Chevalière de l'ordre des Arts et des Lettres (25 septembre 2017)[3]. Son insigne lui est remis par Hugues Aufray le 9 avril 2018, dans les locaux de la Sacem[4], en présence du président Jean-Claude Petit, de nombreux artistes et d'amis compositeurs ou paroliers.

## Chansons écrites

### PourClaude François(par ordre chronologique)
Liste incomplète, Vline Buggy a écrit en tout 73 textes de chansons pour Claude François.
- Belles ! Belles ! Belles ![5] (Made to love « Girls, girls, girls » des Everly Brothers, musique de Phil Everley), 1962
- Marche tout droit[5] (Walk right in, de Gus Cannon & Hosea Woods), 1963
- Pauvre petite fille riche[5], musique de Hubert Giraud, 1963
- Si j'avais un marteau[5] (If I had a hammer, de Lee Hays et Pete Seeger), 1963
- La Ferme du bonheur (Mockingbird Hill de Les Paul, Mary Ford, de V. Horton, adaptation musicale de René Rouzaud), 1964
- Donna Donna[5], musique de S. Secunda, 1964
- Je sais[5], musique de Claude François et Gérard Gustin, 1964
- Geordie[5] (d'après Geordie, un folk-song anglo-écossais), 1965
- Les Choses de la maison[5] (The Things in this house de Bobby Darin), 1965
- Mais combien de temps[5], musique de Claude François, 1966
- Le Jouet extraordinaire[5] (The Marvellous toy de Tom Paxton), 1966
- Tout ça c'était hier[5] (Spare A Thought For Me de Jon Washington, Barry Mason & Les Reed)
- Tout le monde rit d'un clown[5] (Everybody loves a clown de Gary Lewis & The Playboys de Gary Lewis, L. Russell & T Lesslie), 1966
- J'attendrai[5] (Reach Out I'll Be There des The Four Tops, musique de Lamont Dozier), 1966
- Amoureux du monde entier[5] (Lovers of world unite de The Vogues, œuvre de Roger Cook & Roger Greenaway), 1966
- Sur le banc 21[5] (Bench #3 at Waterloo station de Filter Deluxe et Stephens Geoffroy), 1966
- Chacun à son tour[5] (Gone from my mind de Les Reed), 1966
- Avec la tête, avec le cœur[6], musique de Claude François et Jean-Pierre Bourtayre, 1968
- Toute la vie[5], musique de Guy Magenta, 1967
- Tu n'as pas toujours dit ça[5], musique de Jean-Pierre Allane et Claude François, 1968
- Une petite fille aux yeux rouges[5], musique de Jean-Pierre Bourtayre, 1969
- Mon cœur est une maison vide[6], musique de Claude François et Jean-Pierre Bourtayre, 1969
- Menteur ou cruel[6], musique de Claude François et Jean-Pierre Bourtayre, 1969
- Il reste toujours[6], musique de Claude François et Jean-Pierre Bourtayre, 1969
- Olivier, musique de Jacques Revaux et Claude François, 1970
- C'est Noël et j'aurai tout ça[6], musique de Claude François, 1970
- Des roses de Noël, coécrite avec Yves Dessca, musique de Michel Pelay et Alain Chamfort, 1970
- Vivre de soleil[5], musique de Michel Pelay et Alain Chamfort, 1970
- Les Femmes de France[5], musique de Chris Gautry, 1971
- Quelquefois[5], musique de Claude François et Jean-Pierre Bourtayre, 1976
- Quand je chanterai une chanson d'amour[5] (Everytime I sing a love song, de Gloria Sklerov et Phyllis Molinary), 1977
- C'est comme ça que l'on s'est aimé[5], musique de Claude François et Jean-Pierre Bourtayre, 1977
- Comme une chanson triste[5], musique de Claude François et Jean-Pierre Bourtayre, 1977
- Drame entre deux amours[5] (Torn between two lovers de Mary MacGregor composé par Yarrow, Peter, Paul, and Mary) 1977

### Pour d'autres chanteurs (par ordre alphabétique)
- Frank Alamo
  - Ma biche, 1963
  - File, file, file, 1965
- Marcel Amont
  - Benjamin le bienheureux, 1971
  - Sur ton cœur, j’ai posé mon visage, 1971
- Hugues Aufray
  - Adieu monsieur le professeur, 1968
  - À mon Hélène
  - Céline, 1966 (refusée par Claude François et Richard Anthony)
  - Docteur Banjo
  - Et si moi je ne veux pas
  - Hasta Luego, 1973 (coécrit avec Claude Morgan)
  - La Terre est si belle
  - Le Petit Âne gris, 1968
  - Petit Simon, 1968
- Jean-Pierre Bourtayre
  - Je n’aurais jamais dû vendre la maison
  - Et nous avons parlé de toi (reprise par Dani)
- Alain Chamfort
  - Dans les ruisseaux
- Les Chats sauvages
  - Au moins huit jours, 1963 (Please don't tease) avec Mike Shannon
- Dalida
  - Depuis qu’il vient chez nous
- Anne-Marie David
  - Tu te reconnaîtras[7], musique de Claude Morgan
- Christian Delagrange
  - J’aime la vie avec toi, 1974
  - Première fille, première femme, 1975
- Linda de Suza
  - Le Portugais
  - Les Œillets rouges
- Gilles Dreu
  - Si le cœur vous en dit
  - Mais
  - Le Quai maritime
- Michel Fugain
  - Les Gens irremplaçables
  - On laisse tous un jour
- France Gall
  - On t'avait prévenue, coauteur avec Robert Gall, musique de Guy Magenta, 1964
  - Rue de l'Abricot, coauteur avec Robert Gall, musique de Jean-Pierre Bourtayre, 1968
- Juliette Gréco
  - 18 jours, musique de Claude Bolling
- Johnny Hallyday
  - La Bagarre, 1962
  - Le Pénitencier (coécrit avec Hugues Aufray) 1964
  - Je l'aime (coécrit avec Hugues Aufray) 1966
  - Mon fils 1967
- Marie Laforêt
  - Une petite ville
- Vicky Leandros
  - La Lettre, 1969
  - L’une des choses que l’on n'oublie pas, 1972
  - Comme tu aimes, comme tu veux, 1972
- Herbert Léonard
  - Pour le plaisir, 1981
  - Ça donne envie d’aimer, 1982
  - Amoureux fous, 1983 (duo avec Julie Pietri)
  - Puissance et Gloire (Chateauvallon), 1984
  - Sur des musiques érotiques, 1987
  - Laissez-nous rêver, 1988
  - Petite Nathalie
- Nathalie Lermitte
  - Il y a des jours comme ça, 1982
  - Tu es tout ce que j'aime, 1983
  - Tendrement, 1983 (duo avec Herbert Léonard)
  - La chanson qui me rappelle un film américain, 1983

- Enrico Macias
  - Mélisa
  - Un de moins à la maison
- Gilles Marchal
  - Pauvre Buddy River
  - Les Maisons sans visages
- Jürgen Marcus[8]
  - Chansons pour ceux qui s'aiment[9]
- Monty
  - La Fête au village
  - Pour une marionnette
- Mireille Mathieu
  - Mon ami de toujours, 1971
  - Addio
- Michel Polnareff
  - Chère Véronique, 1966
- Régine
  - J’ai toujours porté bonheur aux hommes, 1973
  - Les Amants sont maigres, 1973
  - Les Maris sont gras, 1973
- Colette Renard
  - Un diamant en forme de poire
- Ringo
  - Adorable Pussy Cat
- Tino Rossi
  - Chantons la même chanson (en duo avec son fils Laurent)
  - La Vie commence à soixante ans
- Michel Sardou
  - Les Bals populaires, 1970
  - Et mourir de plaisir, 1970
  - J’habite en France, 1970
- Sheila
  - La Pluie
  - Une femme
- Hervé Vilard
  - Les Anges du matin
  - Après tant d’amour
  - Derrière le mur de la maison
- Katy David
  - Et je t'ai retrouvé"
  - "C'était bien la dernière chose"
  - "C'est écrit sur ton visage"
  - "Ne me regarde pas"
  - "Je n'avais jamais aimé ça"